# Jamestown (Washington)
Jamestown es un lugar designado por el censo ubicado en el condado de Clallam en el estado estadounidense de Washington. En el año 2010 tenía una población de 361 habitantes.

## Geografía
Jamestown se encuentra ubicado en las coordenadas 48°7′23″N 123°5′27″O / 48.12306, -123.09083.